# Jeremy Clarkson
Jeremy Clarkson (* 11. dubna 1960 Doncaster), celým jménem Jeremy Charles Robert Clarkson, je anglický hlasatel, žurnalista a spisovatel, který se specializuje na motorismus. Znám je především jako bývalý moderátor pořadů Top Gear a The Grand Tour, které moderoval společně s Richardem Hammondem a Jamesem Mayem. Také píše články pro The Sunday Times a The Sun.
Do povědomí diváků se dostal jako moderátor již v původním (starém) Top Gearu v roce 1988. V polovině 90. let se začal stávat veřejně uznávanou osobností, pravidelně se objevoval na britských stanicích, kde moderoval vlastní pořady a byl zván jako host do jiných pořadů. Clarkson není pouze producentem pořadů o motorismu, ale i o historii a strojírenství. Od roku 1998 do roku 2000 uváděl i vlastní show Clarkson.
Jeho humorný, avšak politicky nekorektní styl psaní a moderování často vzbuzuje u veřejnosti rozporuplné reakce a často je kritizován médii, politiky, různými skupinami lidí a veřejností.

## Osobní život
Clarkson se narodil v Doncasteru cestovnímu prodavači Edwardu Grenvillovi Clarksonovi a učitelce Shirley Gabrielle Ward. Jeho rodiče, kteří prodávali návleky na konvice, dali syna na soukromou školu, ale nevěděli, jak zaplatí všechny výdaje, až do doby, kdy Clarksonovi bylo 13 a jeho matka vyrobila dva medvídky Paddington, jako dárek pro svoje děti. Ti se stali tak populárními, že je matka začala vyrábět ve větším a získala tak peníze, aby její syn mohl navštěvovat Hill House School a později Repton School (společně s Adrianem Neweyem, který se později stal konstruktérem Formule 1). Z Repton School byl později vyhozen za „pití, kouření a darebáctví“.
Clarksonovou první ženou byla Alexandra James (nyní Hall). V květnu 1993 si vzal svoji manažerku Frances Cain (dcera držitele Viktoriina kříže Roberta Henryho Caina), se kterou se ovšem v roce 2014 rozvedl. Žili v Chipping Nortonu, v Cotswoldsu, společně se svými třemi dětmi. Jeremy je také členem Chipping Norton set. Je známý pro kupování aut jako dárků, k Vánocům roku 2007 koupil své druhé ženě Mercedes-Benz 600. V září 2010 si Clarkson nechal udělit soudní příkaz proti jeho první manželce, aby si tím zajistil, že nebude publikovat na veřejnosti tvrzení, že jejich milostný poměr pokračoval i po jeho druhém manželství. V říjnu 2011 příkaz dobrovolně zrušil s komentářem: „Soudní příkazy nefungují. Můžete přijít se soudním příkazem proti někomu nebo nějaké organizaci a lidé okamžitě vyžadují novinky o příkazu a příběhy za příkazem jsou volně, legálně šířeny na Twitteru a internetu. Je to bezvýznamné.“
V jedné epizodě BBC seriálu Who Do You Think You Are? z roku 2004, kde Clarkson zjišťoval svůj rodokmen, zjistil, že jeho pra-pra-pra-pradědeček byl John Kilner, kdo vynalezl Kilnerovu sklenici (skleněná nádoba se silikonovým těsněním víčka).

## Psaní
Clarksonova první práce byla obchodní cestující pro živnost jeho rodičů – prodával hračky Paddington Bear. Poté se stal žurnalistou u Rotherham Advertiser, předtím také psal pro Rochdale Observer, Wolverhampton Express and Star, Lincolnshire Life a Associated Kent Newspapers.
V roce 1984 založil Motoring Press Agency, kde společně s Jonathanem Gillem (specialistou na motorismus) dělali silniční testy vozidel pro místní noviny a automobilové magazíny. Posílal také texty do publikací jako Performance Car. Pravidelně psával do magazínu Top Gear od roku 1993.
Clarkson psal také pravidelně články do bulvárních novin The Sun a také do novin The Sunday Times. Jeho články z The Times jsou znovu publikovány v The Weekend Australian. Také píše pro „Wheels“ (kola) sekci do Toronto Star.
Clarkson napsal i několik humorných knih nejen o autech. Několik jeho knih jsou sbírky jeho článků, které napsal do The Sunday Times. Ve svých knihách a článcích kombinuje lásku k řízení aut a zároveň svůj pohled na svět jako např. v Jeremy Clarkson’s Motorworld, Jeremy Clakson’s Car Years and Jeremy Clarkson Meets the Neighbours.

## Televize
Claksonova první hlavní televizní role byla role moderátora v britském motoristickém programu Top Gear od 27. října 1988 do 3. února 2000 ve „starém Top Gearu“ a poté opět od 20. října 2002, kdy se začal natáčet „nový Top Gear“. Společně s Jamesem Mayem a Richardem Hammondem moderovali nejvíce sledovanou show na BBC Two, vysílanou ve více než 100 zemích.
Také uváděl první sérii britské verze Robot Wars. Jeho talk show Clarkson, zahrnovala 27 půlhodinových epizod natáčených ve Velké Británii mezi listopadem 1998 a prosincem 2000 a objevovali se v ní interview s hudebníky, politiky a televizními osobnostmi. Clarkson také moderoval dokumenty o nemotoristických tématech jako historie a inženýrství ačkoli natáčení motoristických show a videí stále pokračovalo.
Své názory často vyjadřuje v televizních show. V roce 1997 se objevil ve veselé komediální show Room 101, ve které hosté nominují věci, které v životě nesnáší. Nominoval karavany, mouchy, sitkom Last of the Summer Wine, mentalitu golfových klubů a vegetariány. Také se několikrát objevil v talk show Parkinson a Friday Night with Jonathan Ross. V roce 2007 vyhrál National Television Adward, speciální uznání.
V roce 2016, poté, co BBC ukončilo spolupráci s Clarksonem na pořadu Top Gear, vytvořil společně s Hammondem a Mayem navazující seriál The Grand Tour, uváděný na streamovací službě Prime Video. Od roku 2018 Clarkson moderuje soutěž Who Wants to Be a Millionaire?, který je v Česku známý jako Chcete být milionářem? Od roku 2021 má další vlastní seriál Clarksonova farma, ve kterém se stará o svojí farmu v Cotswolds.

## Zajímavosti
Jeremy je velkým fanouškem seriálu Star Trek. Nosem umí napodobit zvuk otevírajících se dveří na lodi Enterprise.[zdroj?]
Jeremy nikdy v životě (ani jako malý) nejel veřejnou dopravou. V první sérii nového Top Gearu však říká, že v osmi letech jel autobusem. Trvalé bydliště má na ostrově Man, kde na silnicích mimo obce není rychlostní limit.
Roku 2003 mu byl udělen čestný doktorát Brunel University London.
Jeremy v pořadu Top Gear hodně uráží fotbalové kluby z Velké Británie. Až na Chelsea FC, které fandí a veřejně to i přiznal. Clarkson je velkým fanouškem rockové skupiny Genesis a zúčastnil se i jejich koncertu na Twickenhamském stadionu v roce 2007. Svou láskou k Genesis si také tropí žerty z Richarda Hammonda, moderátora Top Gearu, který skupinu nenávidí.
Clarkson se sám přiznal k užívání semaglutidu v novinovém sloupku, aby snížil vlastní hmotnost. Lék na něho neúčinkoval, stal se proto součástí 3 % světové populace, na které semaglutid nemá žádný vliv. Po ukončení braní léku nabral 3 kilogramy tělesné hmotnosti.

## Top GearaThe Grand Tour
Jeho kolegy v motoristickém pořadu Top Gear byli Richard Hammond a James May.
V pořadu závodil Clarkson proti svým kolegům vždy v autě (oni se ho snažili pokořit různými dopravními prostředky) a vždy se jednalo o vyrovnanou bitvu. Jde také o „vynálezce“ Stiga – závodního jezdce.
V roce 2007 byli Clarkson a jeho kolega z Top Gearu James May první lidé, kteří dosáhli severního magnetického pólu za volantem automobilu, což bylo vysíláno v epizodě Top Gear: Polární speciál.
V březnu roku 2015 byl Clarkson po rozmíšce s producentem pořadu suspendován z mateřské BBC. Stanice oznámila své rozhodnutí neodvysílat zbylé epizody aktuálního ročníku Top Gearu a nad budoucností kultovního motoristického se vznášel otazník.
25. března 2015 BBC oznámila, že neprodlouží smlouvu s Clarksonem. Dne 17. června 2015 uvedla, že nástupcem Jeremyho Clarksona bude Chris Evans, který se stanicí podepsal tříletou smlouvu. Záhy na to oznámili svůj odchod z pořadu i James May a Richard Hammond.
Jeremy Clarkson následně začal natáčet pořad podobného stylu The Grand Tour. Seriál produkuje Amazon Prime. První epizoda byla vysílána 18. listopadu 2016 a poslední epizoda byla vysílána 13. září 2024.